# Antonio Marini
Antonio Marini z Grenoblu, známý též jako Anthonius Marini de Gratianopoli, byl francouzský humanista všestranného talentu - politický myslitel, ekonom, ale i muž technického zaměření a vynálezce. Několik let byl ve službách krále Jiřího z Poděbrad a měl významný podíl na vytvoření projektu Všeobecné mírové organizace („Smlouva o nastolení míru v celém křesťanstvu“), který se jako Jiříkův diplomat i marně snažil uvést v život.

## Život a působení
Pocházel z Grenoblu, ale působil na nejrůznějších místech Evropy. První zmínka o něm je z roku 1440, kdy se zabýval alchymií – za neúspěšnou transmutaci kovů a podvod se ocitl v benátském vězení. Ve službách Benátské republiky však poté vynikl jako inženýr a vynálezce – zkonstruoval systém větrných mlýnů, vynalezl účinnou metodu čištění průplavů a kanálů, zařízení na spouštění lodí do moře a na přepravu člunů proti proudu. Za svého působení v Rakousku získal monopol na budování vápenek a cihelen, stavbu mlýnů a vodních hrází. Do Čech přišel v roce 1459 a brzy se naučil česky. Král Jiří si ho vybral jako poradce asi původně pro jeho schopnosti v hospodářské oblasti. Marini získal titul „správce hornictví a mincovnictví“, měl také napomoci rozvoji obchodu (zachovala se jeho Rada o zlepšení kupectví v Čechách). Pravděpodobně se podílel i na mincovní reformě.
Když Jiří poznal jeho široký rozhled v evropském politickém dění, stal se Marini jeho poradcem i v politických záležitostech a uplatnil se jako diplomat. V roce 1461 odjel do Říma jako vyslanec k papežské kurii, kde se snažil zvrátit nepřátelský postoj papeže a kardinálů vůči Jiříkovi. Již v té době začal zvažovat koncepci protiturecké aliance evropských panovníků, která se stala základem pozdějšího návrhu mírové smlouvy. Poté, co královo poselstvo na jaře roku 1462 neuspělo u papeže Pia II. se žádostí o potvrzení kompaktát, Řím opustil i Marini.
Návrh všeobecné mírové organizace, na němž se vedle Mariniho podílel sám Jiří z Poděbrad, byl připravován již od roku 1462. Původní Mariniho Memorandum se však od pozdější Smlouvy o nastolení míru v celém křesťanstvu z let 1463–1464 poměrně dost liší - přestože se už i v něm počítalo s mezinárodním soudem, byla zdůrazňována úloha papeže a císaře. Marini měl pro alianci křesťanských panovníků získat souhlas na evropských dvorech. Jeho první jednání v Benátkách byla neúspěšná. Podporu získal od polského krále Kazimíra IV. a po opakovaných jednáních částečně i od uherského krále Matyáše - získal plnou moc požádat jménem tří králů krále francouzského Ludvíka XI. o svolání sjezdu křesťanských panovníků, kde by byla založena mírová organizace. Na jaře roku 1464 Marini odjel s poselstvem vedeným Albrechtem Kostkou z Postupic do Francie. Přestože poselstvo nabízelo králi Ludvíkovi předsednictví mezinárodního rozhodčího soudu, výsledkem jednání byla pouze přátelská smlouva mezi českým a francouzským králem a celý projekt skončil krachem. Marini se již do Čech nevrátil a zůstal ve Francii, snad ve službách francouzského krále. Naposledy je zmiňován roku 1468 v Benátkách.

## Dílo
Z Mariniho díla se dochovala jen část. Práce, které se nedochovaly, ale jsou zmiňovány v díle Rada králi Jiřímu ..., se týkaly reformy mincovnictví, královských úřadů a hospodářství českých zemí.

### Dochovaná díla
- Memorandum Antonia Mariniho z Grenoblu o udatném postupu proti Turkovi (adresováno králi českému, polskému, ostatním knížatům a pánům - předchůdce mírové smlouvy)
- Rada králi Jiřímu o zlepšení kupectví v Čechách (česky)
- Geomantie (latinský traktát určený Jiřímu z Poděbrad, zabývající se věsteckou technikou zvanou geomantie)

### Spoluautorství
- Smlouva o nastolení míru v celém křesťanstvu